# Теория на частици със знак
Теория на частици със заряд е сравнително нова теория, предложена от д-р Жан Мишел Селие, работещ в Института по информационни и комуникационни технологии към Българска академия на науките. Теорията описва системи на квантовата механика чрез класически частици, които имат позитивен или негативен знак. Начинът на взаимодействие на частиците с външен потенциал се осъществява чрез създаването на нови частици, които могат да се унищожат. Тази теория е много интуитивна, лесна за реализация и изчислително нетрудоемка. Теорията е еквивалентна на всяка една друга теория на квантовата механика (на уравнението на Вигнер, както и на Шрьодингеровото уравнение).